# Jennifer Luv
Jennifer Luv, pseudonimo di Paola Chavez (Lima, 11 ottobre 1983), è un'ex attrice pornografica peruviana.

## Biografia
A 19 anni si trasferisce da Lima a San Diego e debutta subito nel mondo del porno, è apparsa in oltre 200 film dal suo debutto fino a quando ha lasciato l'industria del porno nel 2012.

## Riconoscimenti
- Nominations
  - 2005 AVN Awards – Best New Starlet[3]
  - 2006 AVN Awards – Miglior attrice non protagonista – Film (Scorpio Rising)[4]
  - 2006 AVN Awards – Miglior attrice non protagonista – Video (Taboo 21)